# اکسپو ۶۷

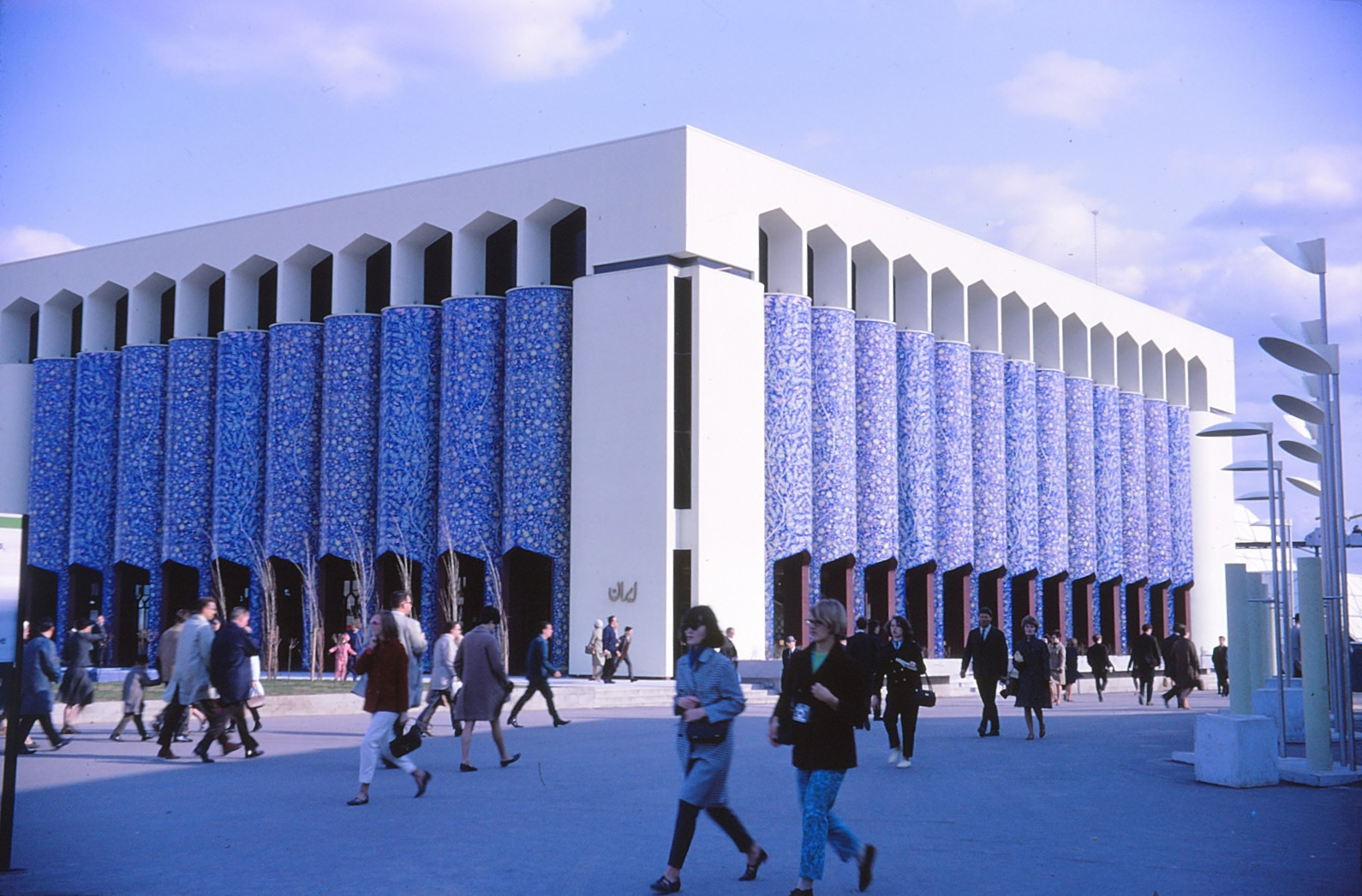
غرفه ایران در نمایشگاه "اکسپو ۶۷"، طراحی از عبدالعزیز فرمانفرمائیان

نشان‌واره نمایشگاه اکسپو ۶۷

نمایشگاه جهانگیر و بین‌المللی ۱۹۶۷ یا به اکسپو ۶۷ یک نمایشگاه بین‌المللی همگانی بود که در سال ۱۹۶۷ در مونترال در استان کبک کانادا برگزار شد. این نمایشگاه به عنوان کامیاب‌ترین و موفق‌ترین نمایشگاه جهانی سده بیستم شناخته می‌شود که بیشترین شمار بازدید کننده تا آن تاریخ و ۶۲ کشور مشارکت‌کننده را در بر می‌گرفت. این نمایشگاه همچنین با شمار ۵۶۹٬۵۰۰ بازدیدکننده در روز سوم رکورد تازه‌ای در این زمینه بر جای گذاشت.
اکسپو ۶۷ جشن اصلی کشور کانادا در یکصدمین سالگرد بنیادگذاریش بود. در آغاز قرار بود که نمایشگاه در مسکو برگزار شود تا برای سالگرد پنجاه سالگی انقلاب روسیه به اتحاد شوروی یاری رساند؛ با این همه بر پایه دلایلی چند شوروی از برگزاری این نمایشگاه کناره‌گیری کرد و کانادا توانست برگزاری آن را از آن خود کند.
پروژه نمایشگاه جهانی در آغاز پشتیبانی همه سویه در کانادا را به همراه نداشت. اراده و خواست شهردار مونترال، ژان دراپو و گروهی از مدیران بود که این پروژه را راهبری کرد و برآوردها واکاوی‌های رایانه‌ای مبنی بر شکست پروژه را با ناکامی روبرو کردند.
پس از آنکه اکسپو ۶۷ در اکتبر ۱۹۶۷ به پایان رسید، جایگاه نمایشگاه و بیشتر غرفه‌ها تا سال ۱۹۸۴ دست نخورده بر جای ماندند تا در ماه‌های تابستان پذیرای بازدیدکنندگان باشند. از آنجا که بیشتر ساختمان‌ها که برای کاربری درازمدت طراحی و ساخته نشده بودند، بسیاری از آنها دچار ویرانی شدند و از این رو در سال ۱۹۸۴ برچیده شدند. امروز جزیره میزبان این نمایشگاه به عنوان یک بوستان و جایگاه تفریحی بهره‌برداری می‌شود و تنها شمار بسیار اندکی از سازه‌های اکسپو ۶۷ در آن بر جای مانده‌است.

## نگارخانه

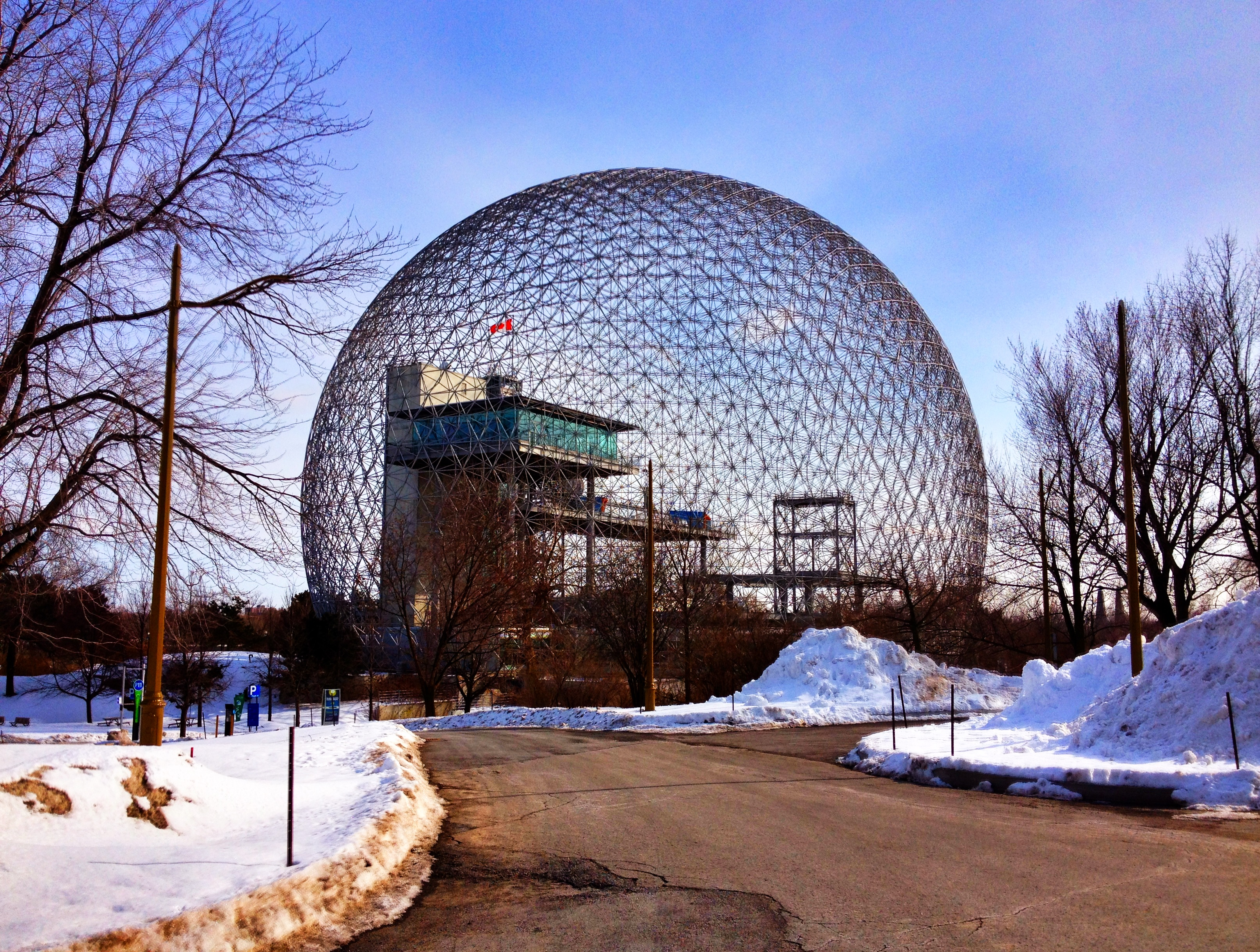
غرفه آمریکا که پس از نمایشگاه به موزه طبیعت (زیست‌سپهر مونترال) تبدیل شد
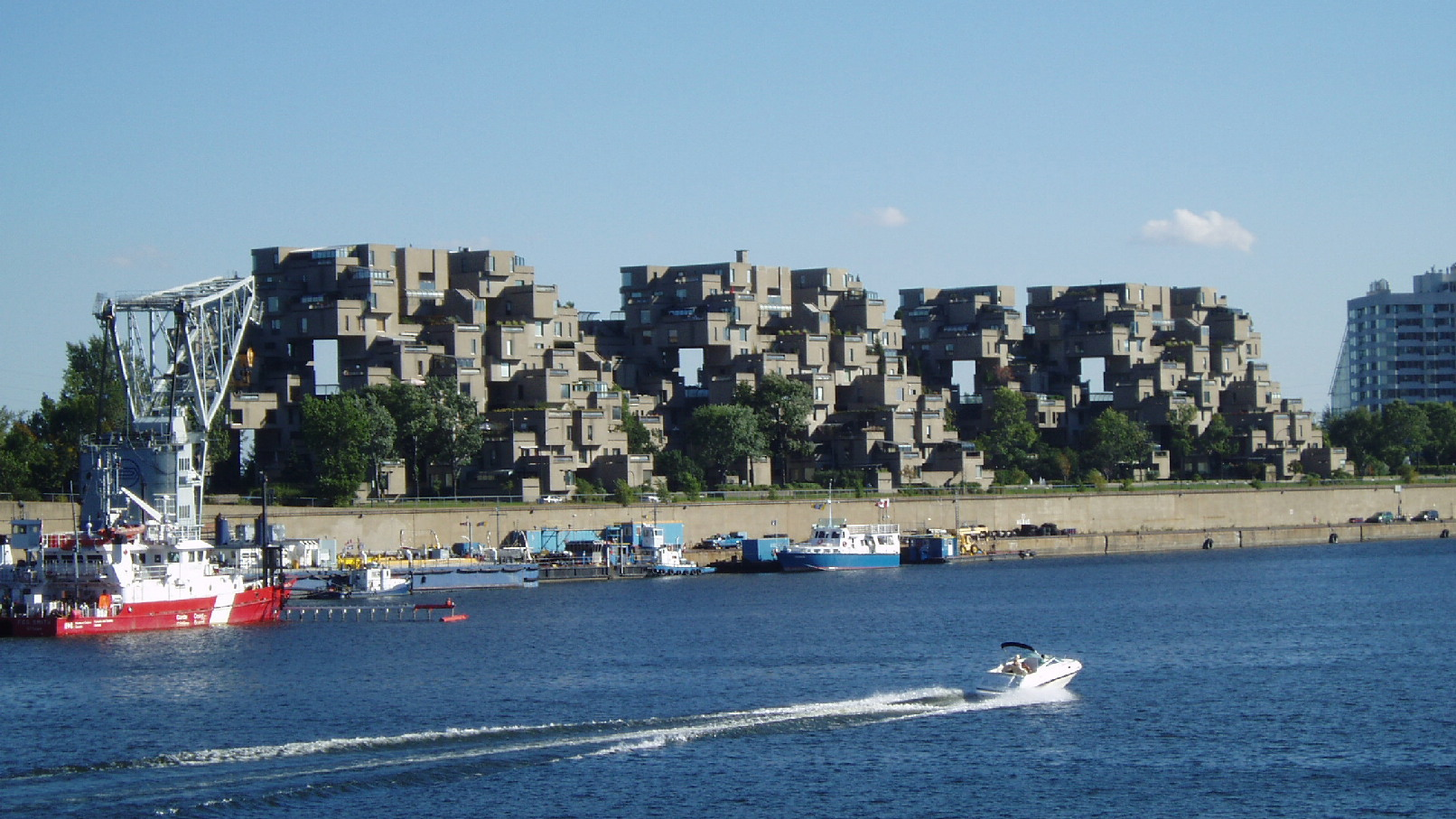
آپارتمان‌های اقامتی نمایشگاه
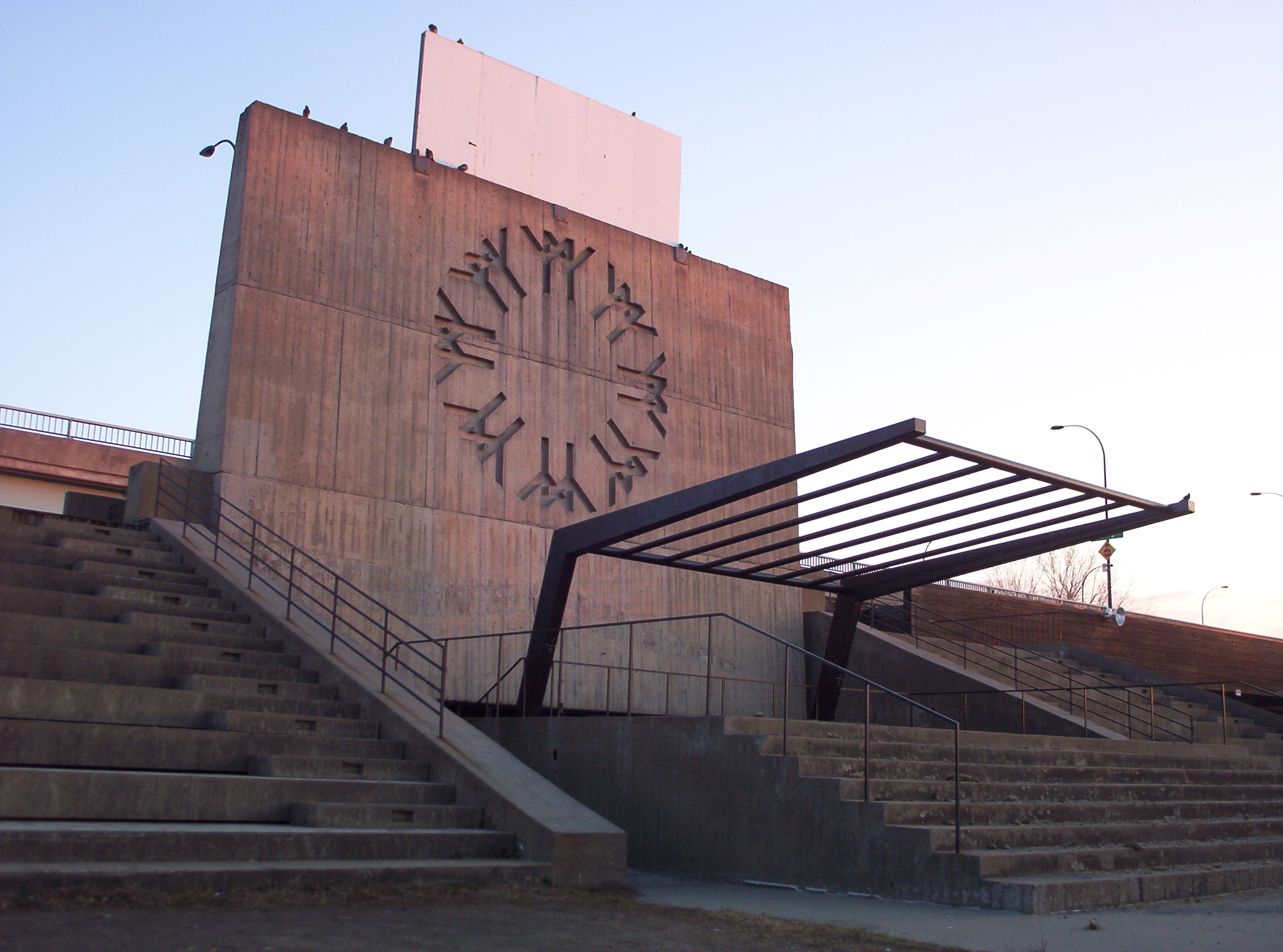
جایگاه ملل
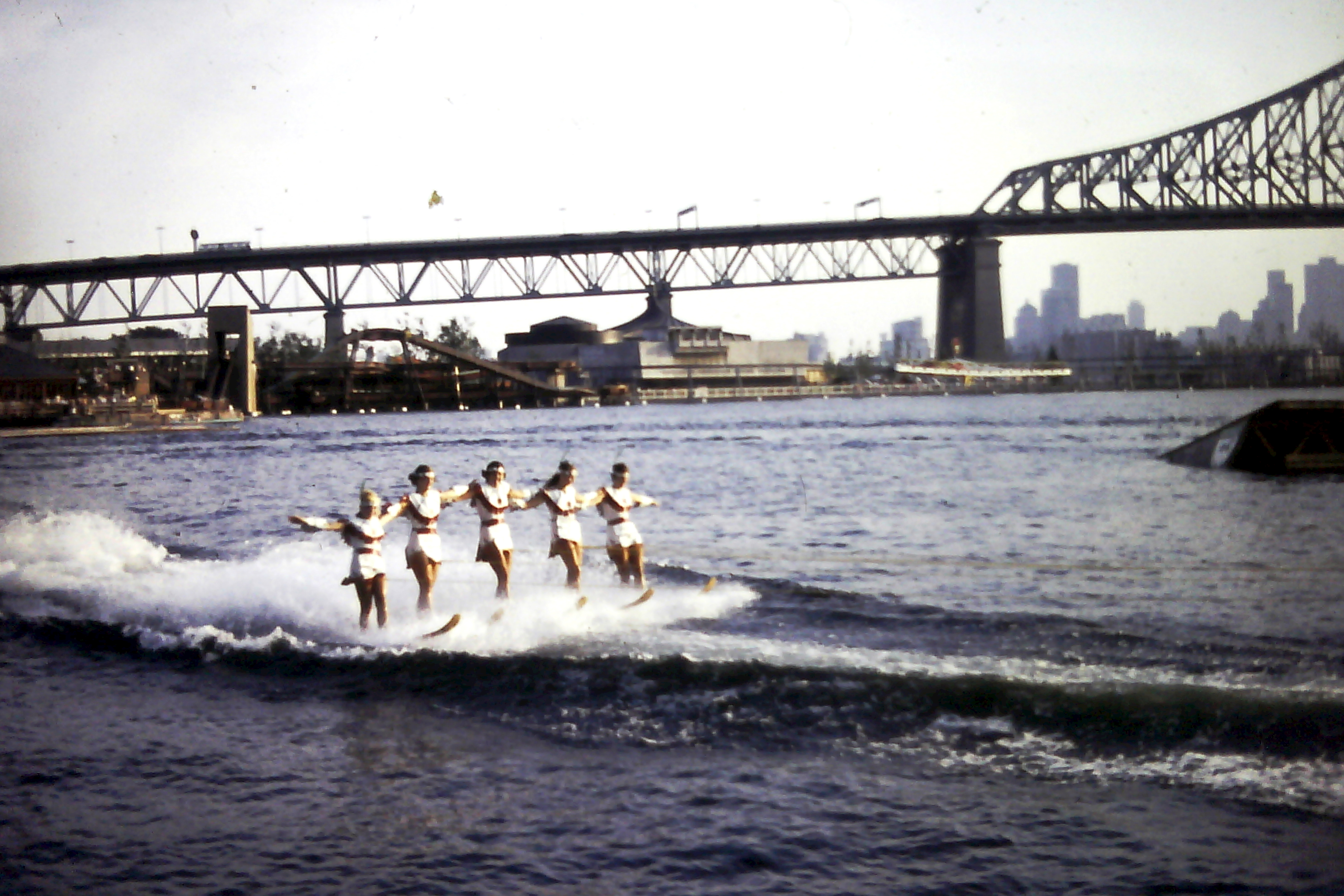
نمایش اسکی روی آب در هنگام نمایشگاه
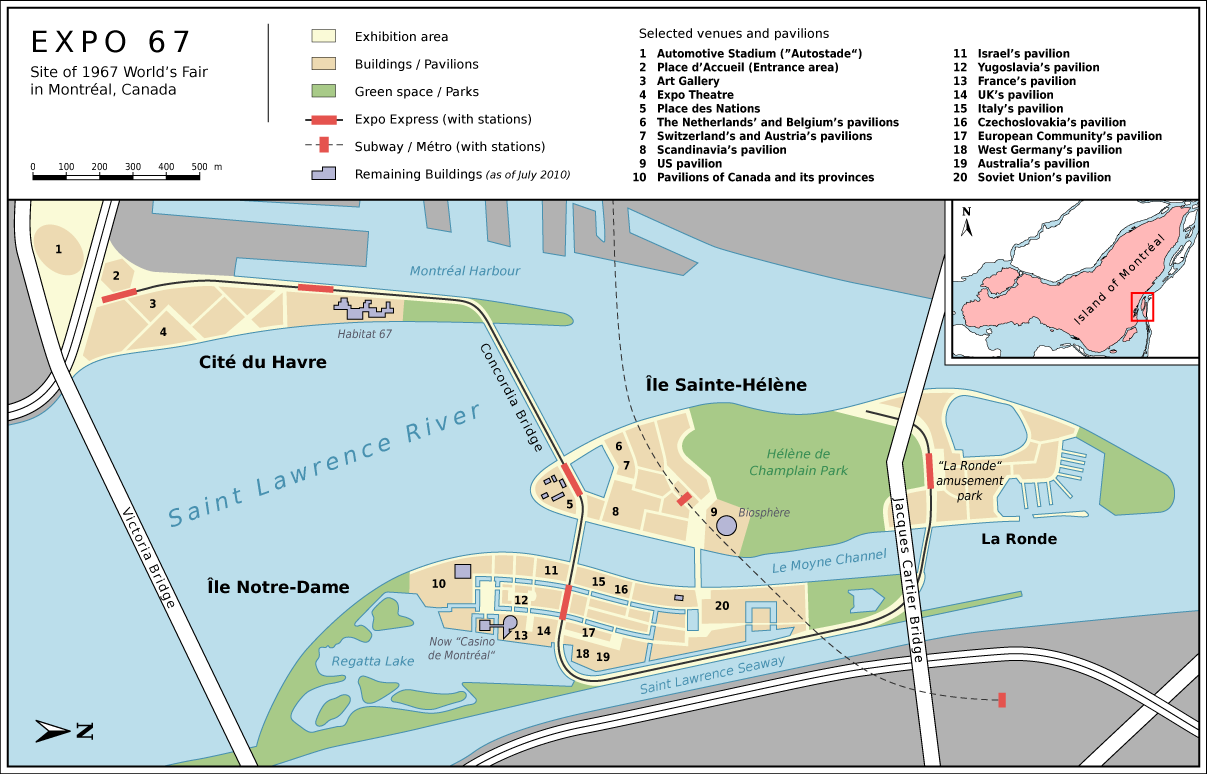
نقشه نمایشگاه

## غرفه‌ها
| آفریقا                                 | اتیوپی، الجزایر، اوگاندا، تانزانیا، توگو، تونس، چاد، روآندا، ساحل عاج، سنگال، غنا، کامرون، کنگو، کنیا، گابون، ماداگاسکار، مراکش، مصر، موریس و نیجر |
| آسیا و اقیانوسیه                       | استرالیا، اسرائیل، ایران، برمه، تایلند، تایوان، ژاپن، سری‌لانکا، کره جنوبی، کویت و هند                                                              |
| اروپا                                  | آلمان غربی، اتریش، ایتالیا، ایسلند، بریتانیا، بلژیک، چکسلواکی، دانمارک، سوئد، سوییس، شوروی، فرانسه، فنلاند، موناکو، نروژ، هلند، یوگسلاوی و یونان   |
| آمریکای جنوبی                          | گویان و ونزوئلا |
| آمریکای شمالی، آمریکای مرکزی و کارائیب | ایالات متحده آمریکا، باربادوس، ترینیداد و توباگو، جاماییکا، کانادا، کوبا، گرانادا، مکزیک و هاییتی                                                  |

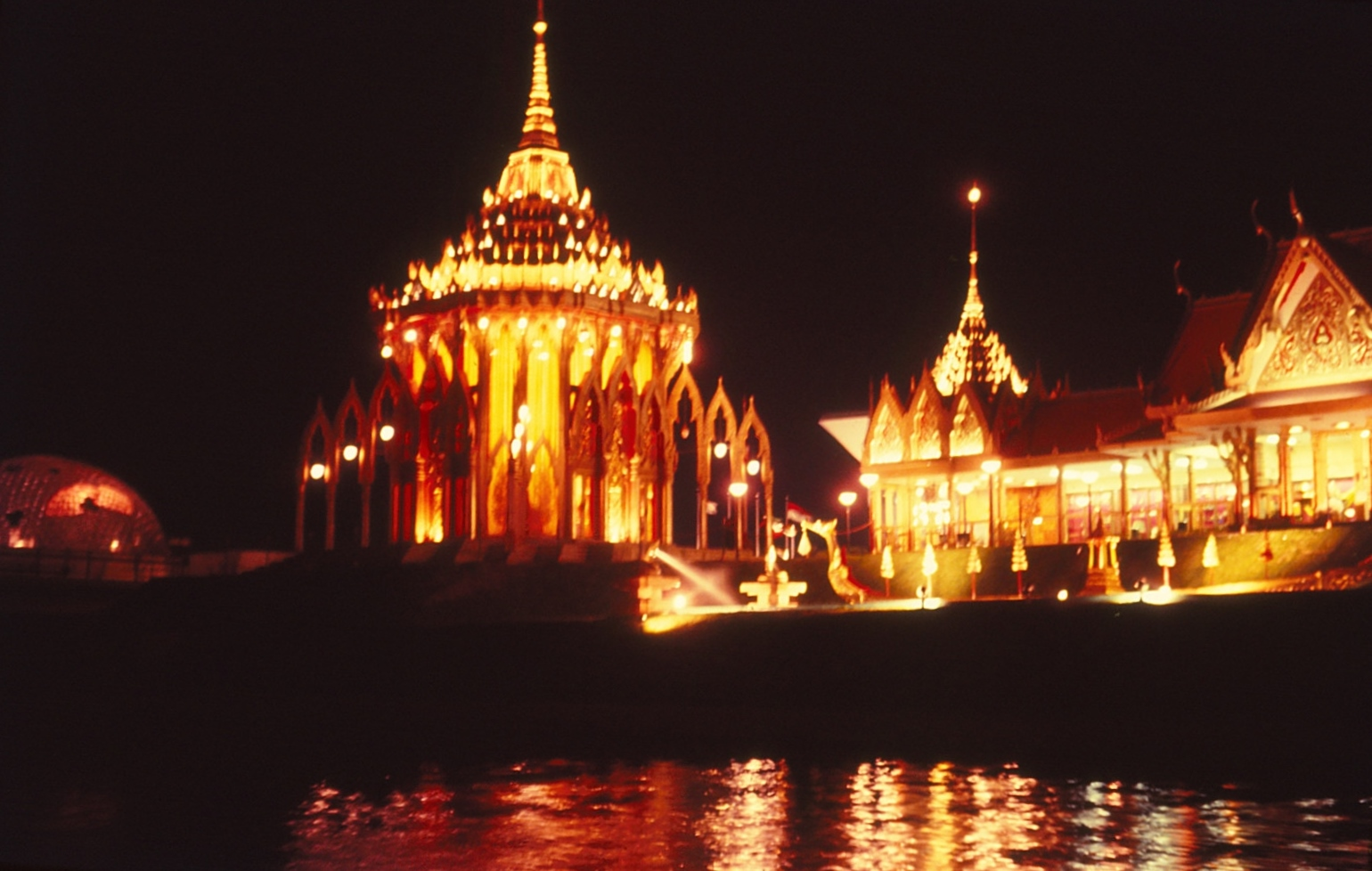
تایلند
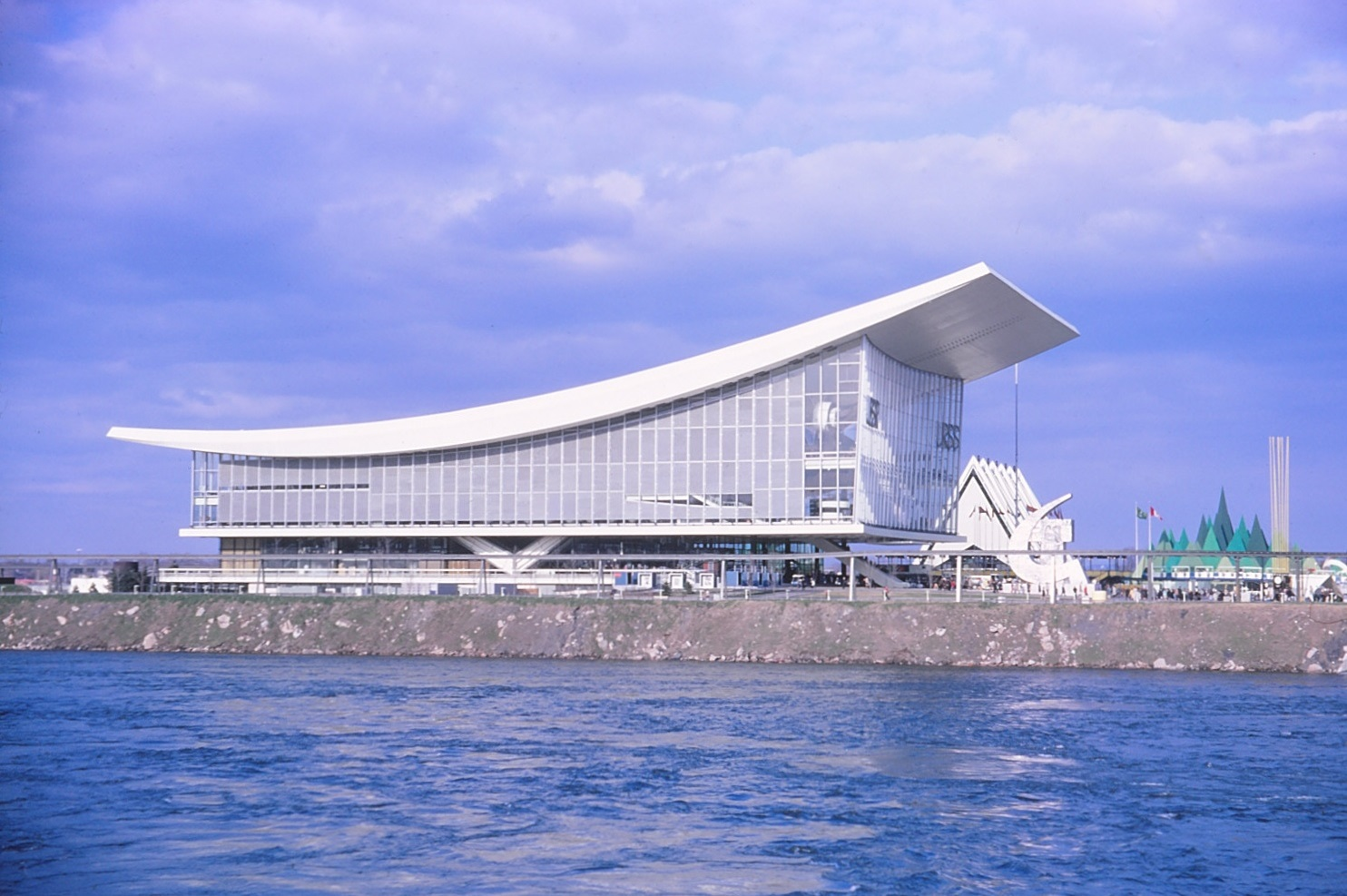
غرفه شوروی که پس از پایان نمایشگاه از هم جدا شد و برای ساخت مرکز نمایشگاهی به مسکو منتقل شد
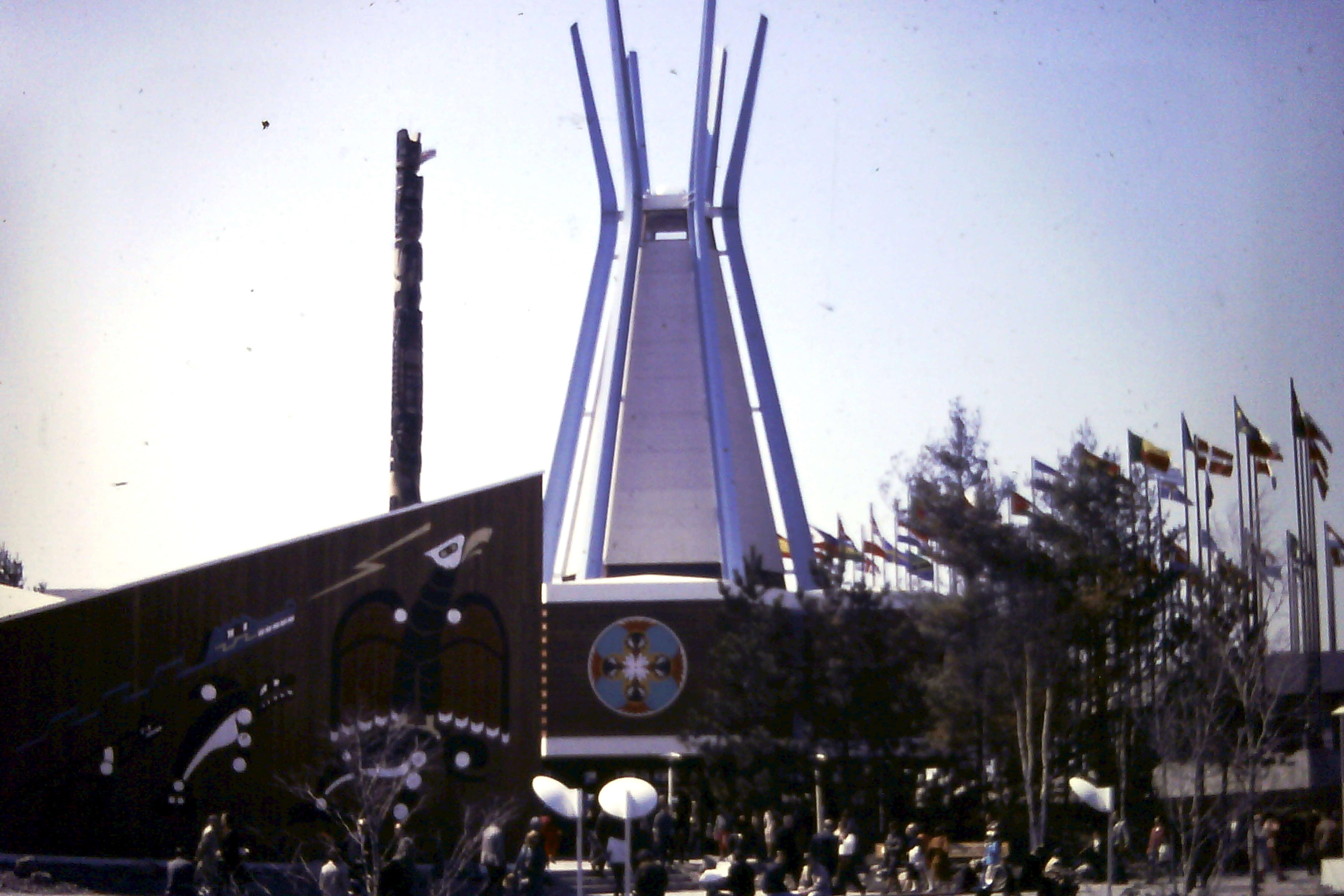
غرفه بومیان کانادا
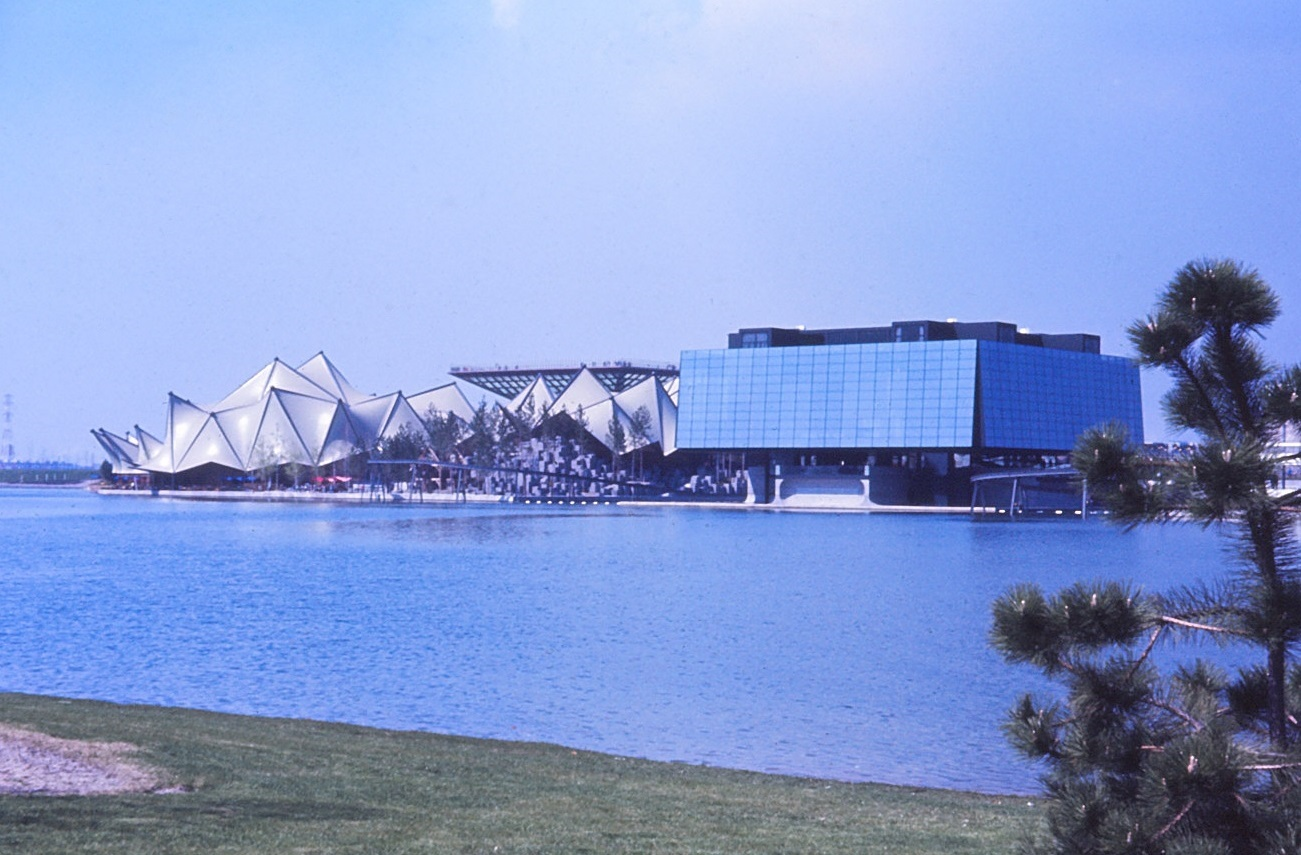
غرفه استان‌های انتاریو و کبک
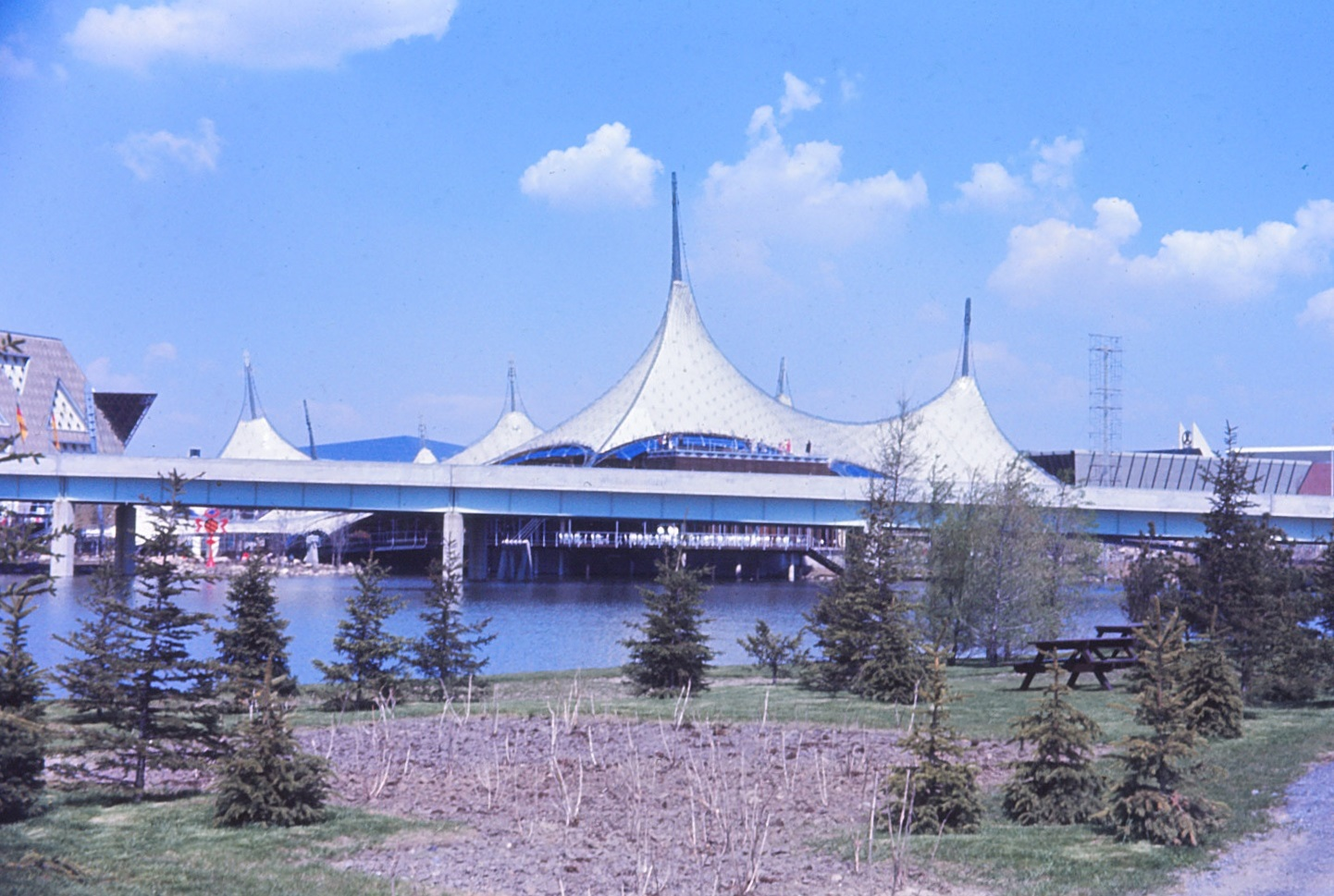
آلمان غربی
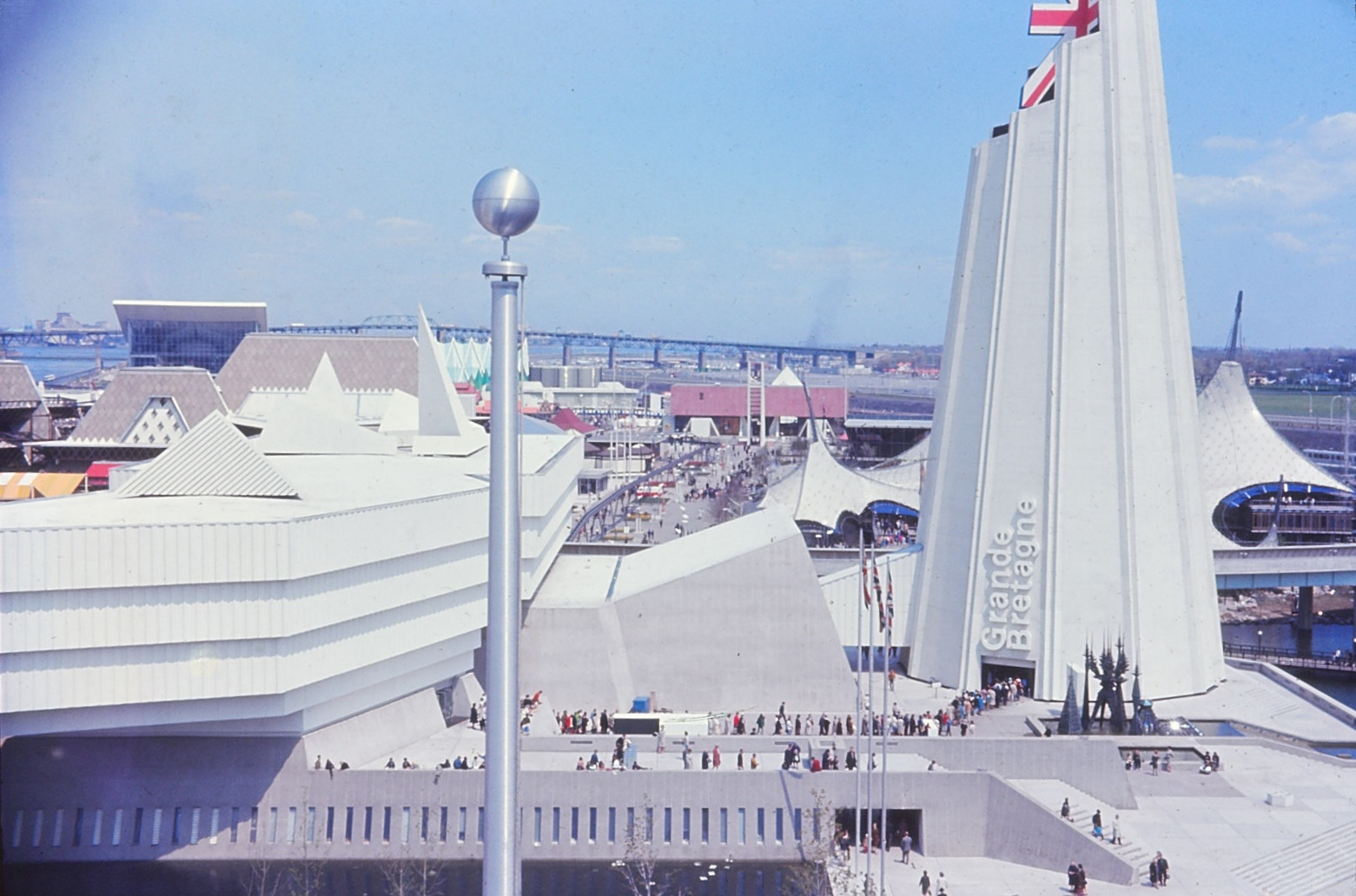
بریتانیای کبیر
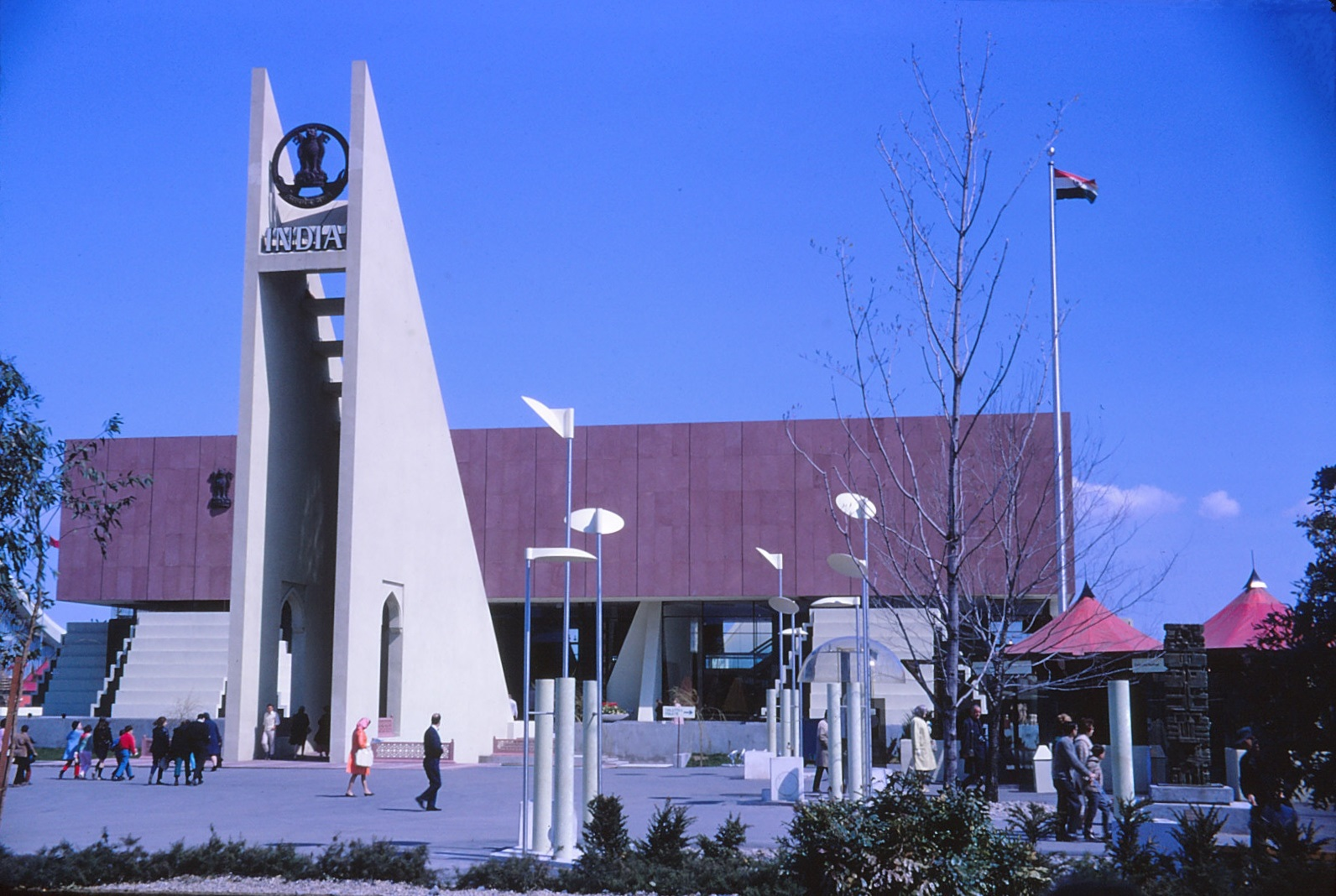
هند
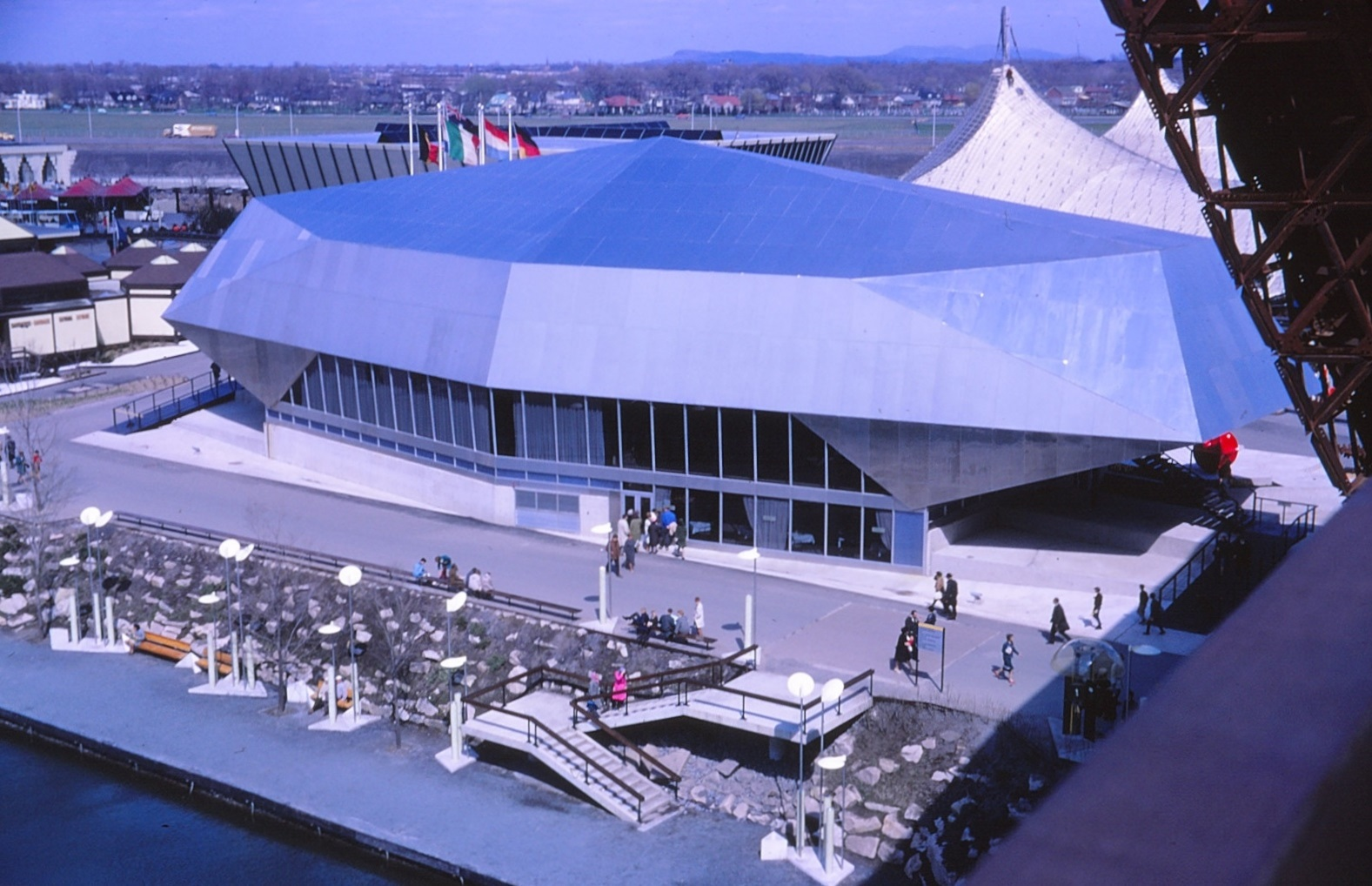
جامعه اقتصادی اروپا
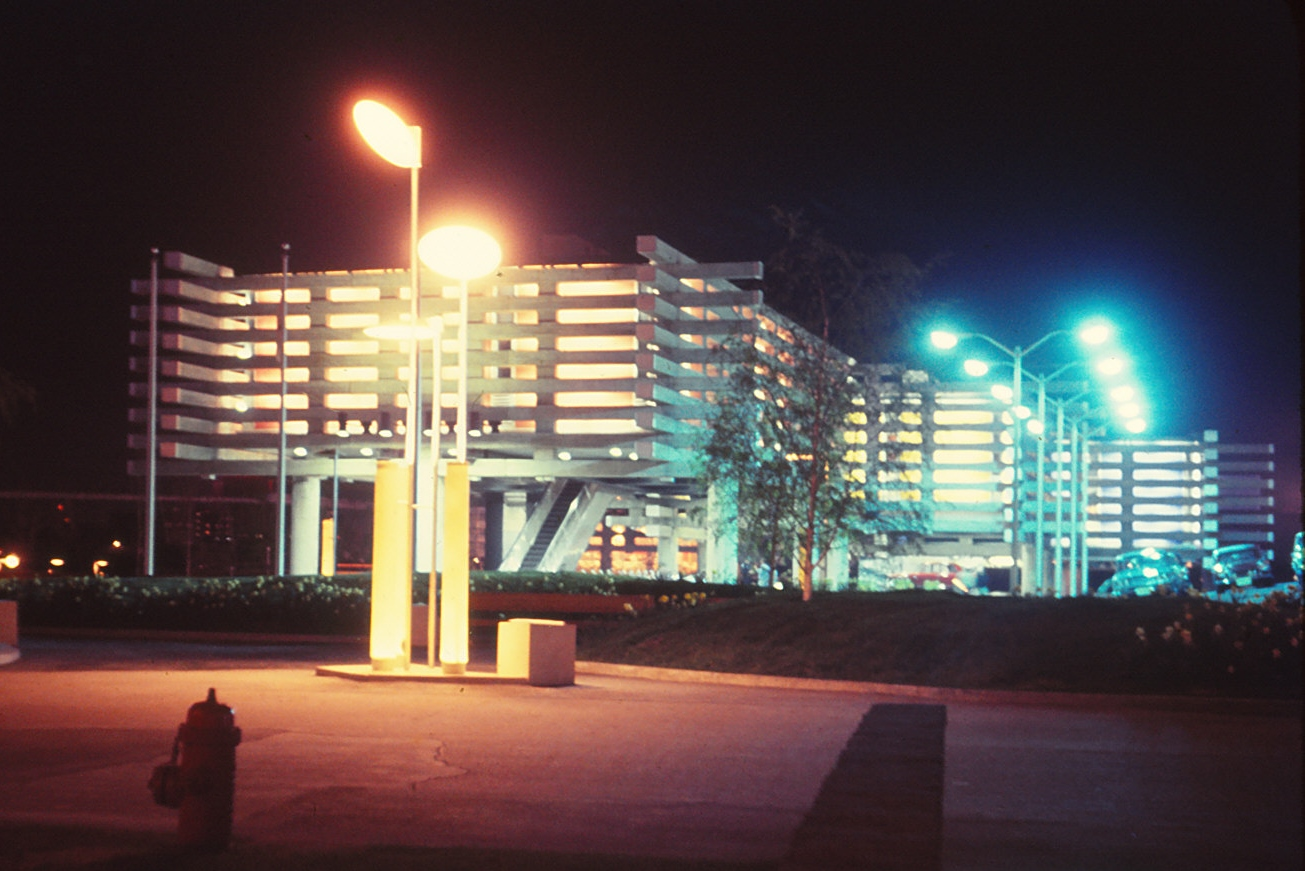
ژاپن
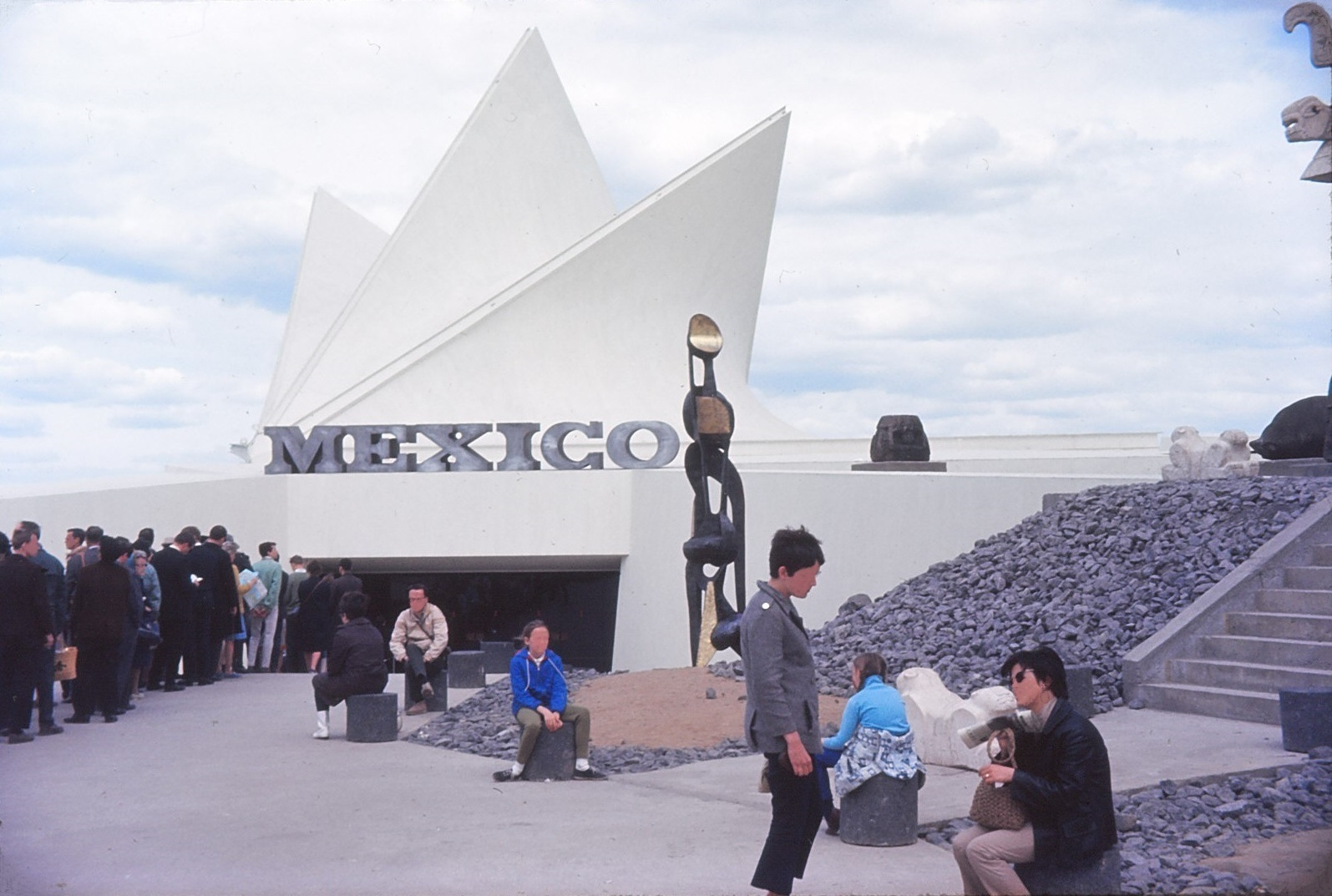
مکزیک
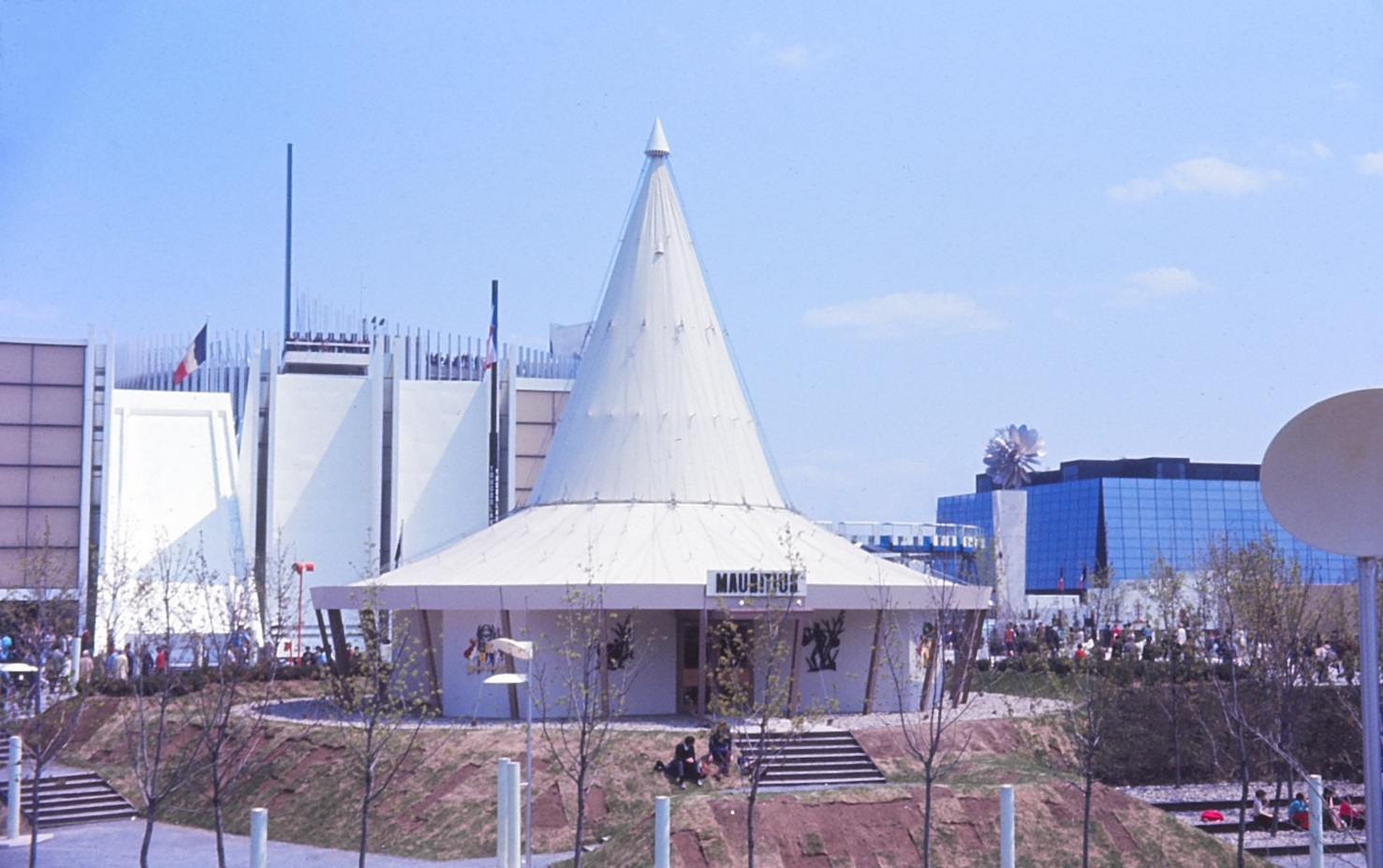
یوگسلاوی
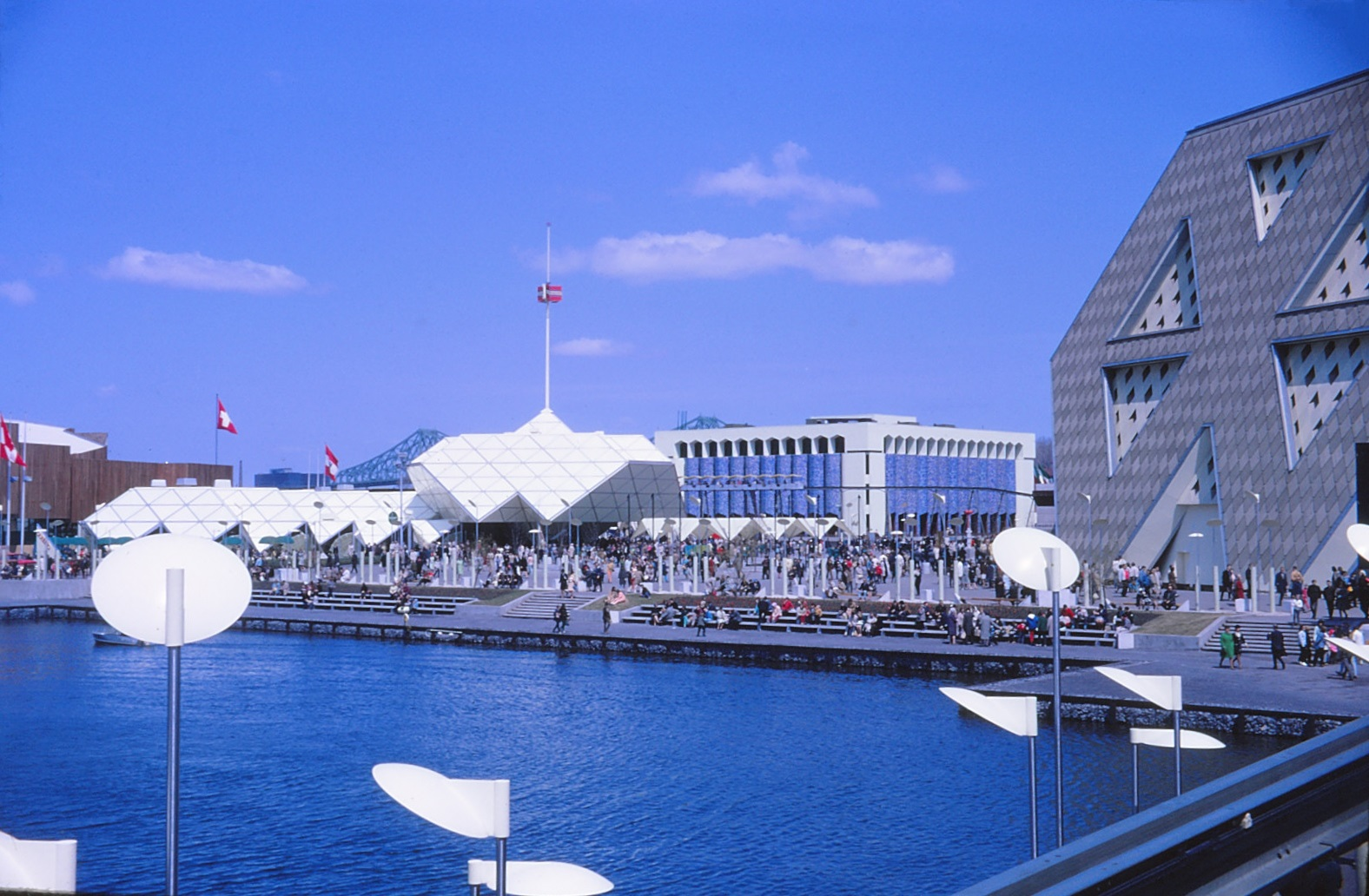
غرفه ایران در نمای دورتر